# Carlo Weis
Pour les articles homonymes, voir Weis.
Carlo Weis est un footballeur international luxembourgeois né le 4 décembre 1958. Il évoluait au poste de milieu défensif. Il a détenu le record de sélections nationales avec l'équipe du Luxembourg de football avec 87 matches joués et 1 but marqué entre 1978 et 1998 avant de se faire dépasser par Jeff Strasser. Le seul but qu'il marqua fut un penalty en 1991 face au Portugal.

## Carrière en tant que joueur
- 1977-1979 : Spora Luxembourg  Luxembourg
- 1979-1982 : FC Winterslag  Belgique
- 1982-1983 : Stade de Reims  France
- 1983-1988 : Spora Luxembourg  Luxembourg
- 1988-1989 : Thionville FC  France
- 1989-1995 : Avenir Beggen  Luxembourg
- 1995-1997 : Sporting Mertzig  Luxembourg
- 1997-1999 : Avenir Beggen  Luxembourg

## Carrière en tant qu'entraîneur
- 2000-2004 : F91 Dudelange  Luxembourg
- 2004-2005 : Swift Hesperange  Luxembourg
- 2005-2006 : C.S. Hobscheid  Luxembourg
- 2006-2008 : Alliance Aischdall  Luxembourg
- 2008-2009 : CS Pétange  Luxembourg